# Portugiesisch-samoanische Beziehungen
Die portugiesisch-samoanischen Beziehungen beschreiben das zwischenstaatliche Verhältnis zwischen Portugal und Samoa. Die Länder unterhalten seit 1995 direkte diplomatische Beziehungen.
Die Beziehungen gelten als unbelastet, jedoch sehr schwach entwickelt, da die Länder sehr weit voneinander entfernt liegen und sehr wenig historische, politische oder wirtschaftliche Berührungspunkte haben.
Im Jahr 2017 waren keine portugiesischen Bürger konsularisch auf Samoa registriert, während ein samoanischer Staatsbürger in Portugal gemeldet war, im Distrikt Setúbal.

## Geschichte

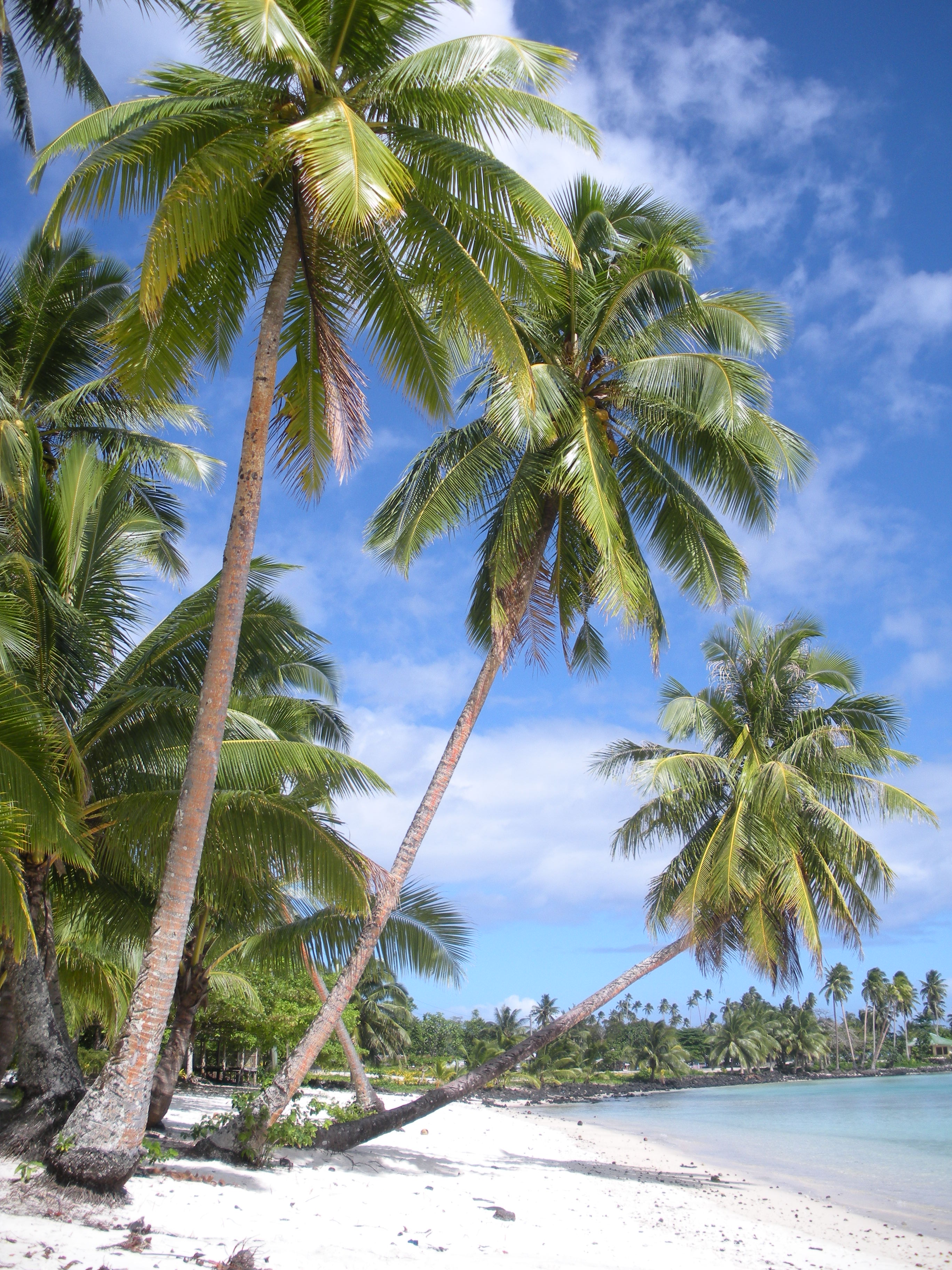
Am Lefaga-Strand auf der Insel Upolu: in Portugal ist Samoa vor allem als Südsee-Reiseziel bekannt

Zur Zeit der portugiesischen Expansion ab dem 15. Jahrhundert waren die Inseln Samoas kein Ziel für portugiesische Entdecker, da das Gebiet nach dem Vertrag von Saragossa von 1494 in die spanische Sphäre fiel und damit keine portugiesische Motivation bestand, hier tätig zu werden.
Nach der Unabhängigkeit Westsamoas von Neuseeland 1962 entwickelten sich keine besonderen Berührungspunkte zu Portugal, auch nicht nach dem Ende der kolonialen Estado Novo-Diktatur in Portugal nach der Nelkenrevolution 1974.
Am 9. Juni 1995 gingen Portugal und Samoa direkte diplomatische Beziehungen ein. Am 29. April 1997 doppelakkreditierte sich Zózimo Justo da Silva, portugiesischer Botschafter in Australien, als erster Vertreter Portugals auf Samoa.
Insbesondere in den Jahren 2015 und 2016 schlossen Samoa (als Mitglied der pazifischen AKP-Gruppe) und Portugal (als EU-Mitglied) eine Reihe Handels-, Visa- und Kooperationsabkommen. Das EU-Wirtschaftspartnerschaftsabkommen (EPA) wartet dagegen seit Juli 2013 auf den Abschluss einer nächsten Verhandlungsstufe, vor allem über Fragen des Fischfangs konnte in der Phase noch keine Einigung erlangt werden.

## Diplomatie
Portugal unterhält keine eigene Botschaft in Samoa, zuständig ist der portugiesische Botschafter in der australischen Hauptstadt Canberra. Portugiesische Konsulate bestehen auf den samoanischen Inseln ebenfalls nicht.
Auch Samoa führt keine eigene Botschaft in Portugal, zuständig ist die Botschaft in Brüssel, die einzige Vertretung Samoas in Europa. Auch Konsulate unterhält das Land keine in Portugal.

## Wirtschaft
Die portugiesische Außenhandelskammer AICEP unterhält keine eigene Niederlassung auf Samoa, zuständig ist das AICEP-Büro in Sydney, Australien.
Im Jahr 2018 fand kein messbarer Handelsaustausch zwischen Portugal und Samoa statt.

## Sport
Fußball ist unbestrittener Nationalsport in Portugal. Die Portugiesische Fußballnationalmannschaft und die Nationalelf Samoas sind bisher noch nicht aufeinander getroffen. Die Samoanische Fußballnationalmannschaft der Frauen, die bisher noch nicht am Algarve-Cup teilgenommen hat, ist ebenfalls noch nicht auf die Portugiesische Nationalelf der Frauen getroffen (Stand März 2019).
Der Nationalsport auf Samoa ist dagegen Rugby Union. Die Samoanische Rugby-Union-Nationalmannschaft ist bislang noch nicht auf die Portugiesische Auswahl getroffen, jedoch sind sich die beiden Länder im Siebener-Rugby bereits begegnet, etwa beim USA Sevens-Turnier der World Rugby Sevens Series 2016/17: das Halbfinalspiel in Las Vegas am 6. März 2016 endete 29:14 für Samoa. Beim World Rugby U20 Trophy in Rumänien im August 2018 traten beide Nationalteams an, starteten jedoch in unterschiedlichen Gruppen.